# Stirojoppa thoracica
Stirojoppa thoracica là một loài tò vò trong họ Ichneumonidae.